# Co Verkade
Jacobus “Co” Verkade (Zaandam, 29 maart 1906 – Holten, 26 juni 2008) was een Nederlandse ondernemer uit het geslacht Verkade. Hij wordt vaak gezien als de man die Verkade tot een bekend merk heeft gemaakt in Nederland.
Co Verkade was de kleinzoon van Ericus Gerhardus Verkade, oprichter van het bedrijf Verkade. Hij specialiseerde zich in marketing. In 1924 ging hij bij het familiebedrijf werken, waar hij onder andere verantwoordelijk was voor het verpakken van koekjes in metalen blikken. In 1936 namen hij en zijn vier broers (Frans, Arnold, Jan, en Tom) de fabriek over. Co bedacht verschillende marketingstrategieën om Verkade meer bekendheid te geven. Zo kwam hij met de Verkadealbums, waarin klanten plaatjes konden verzamelen die ze konden sparen bij Verkadeproducten. Deze albums behandelden verschillende thema’s als geschiedenis, kunst en natuur. Onder anderen botanicus Jac. P. Thijsse werkte mee aan het ontwikkelen van het natuuralbum. Voor de Tweede Wereldoorlog uitbrak, werden er 27 verschillende albums gemaakt, waarvan 3,2 miljoen exemplaren werden verkocht.
In 1929 trouwde Co Verkade met Maja Knipscheer. Co Verkade was tot 1960 directeur, waarna zijn broer Frans deze positie overnam. Co bleef tot 1965 actief bij het bedrijf. In 1980 overleed zijn vrouw. Daarna woonde hij tot 2002 samen met Ien. In 2005 publiceerde Co Verkade zijn autobiografie: Een leven in biskwie en chocolade.
Op 101-jarige leeftijd legde Co Verkade de eerste steen voor het Verkadepaviljoen van het Zaans Museum. Hij stierf een jaar later.